# Liza persicus
Liza persicus is een straalvinnige vissensoort uit de familie van harders (Mugilidae). De wetenschappelijke naam van de soort is voor het eerst geldig gepubliceerd in 1995 door Senou, Randall & Okiyama.